# Sylva Scheglmann
Sylva Scheglmann (geboren am 31. Dezember 1869 in Lutschitz, Böhmen; gestorben nach 1915) war eine österreichische Kunsthistorikerin.

## Leben
Scheglmann war die Tochter des Akademikers Scheglmann, der in Regensburg tätig war. Sie besuchte zunächst ein Gymnasium in Innsbruck und legte ihre Reifeprüfung ab. Später besuchte sie die Deutsche Universität in Prag und erhielt ein Lehrbefähigungszeugnis. Sie veröffentlichte 1908 im Allgemeinen Lexikon der Bildenden Künstler von der Antike bis zur Gegenwart den Artikel zu dem Prager Maler Viktor Barvitius. Zum Wintersemester 1908 schrieb sie sich an der Philosophischen Fakultät der Universität Zürich ein. Ihr Studium schloss sie mit einer Dissertation über die „Entwicklungsgeschichte der Deckenmalerei in Italien vom 15. bis zum 19. Jahrhundert“ als Dr. phil. ab. Ihr Promotionszeugnis ist auf den 14. Juni 1909 datiert. Danach lebte sie in Wien, wo sie Privatunterricht in Kunstgeschichte gab, der sich insbesondere an „junge Mädchen und Damen“ richtete.

## Veröffentlichungen
- Barvitius, Victor. In: Ulrich Thieme, Felix Becker (Hrsg.): Allgemeines Lexikon der Bildenden Künstler von der Antike bis zur Gegenwart. Begründet von Ulrich Thieme und Felix Becker. Band 2: Antonio da Monza–Bassan. Wilhelm Engelmann, Leipzig 1908, S. 587 (Textarchiv – Internet Archive).
- Versuch einer Entwicklungsgeschichte der Deckenmalerei in Italien vom 15. bis zum 19. Jahrhundert (= Zur Kunstgeschichte des Auslandes. Band 80). J. H. E. Heitz, Strassburg 1910 (archive.org).[4]